# Сухая (приток Казанки)
Сухая (тат. Коры елга) — река в России, протекает в Республике Татарстан. Длина реки составляет 20 км. Площадь водосборного бассейна — 94 км². 
Начинается в берёзово-сосновом лесу у деревни Красный Восток. Течёт сначала на юг, протекает через озеро Лесное, затем поворачивает на восток. На реке расположены несколько жилых массивов Авиастроительного района Казани: Северный, Сухая Река, Озёрный, Борисоглебское. Устье реки находится в 3,6 км по правому берегу реки Казанка
Название получила оттого, что летом при отсутствии осадков пересыхает.